# Labastide-Saint-Pierre
Labastide-Saint-Pierre település Franciaországban, Tarn-et-Garonne megyében. Lakosainak száma 3763 fő (2022. január 1.). Labastide-Saint-Pierre Bressols, Campsas, Corbarieu, Montauban, Montbartier és Orgueil községekkel határos.

## Népesség
A település népessége az elmúlt években az alábbi módon változott:
| Lakosok száma | 3692 | 3599 | 3816 | 3742 | 3762 | 3783 | 3803 | 3792 | 3763 |
|               | 2013 | 2015 | 2016 | 2017 | 2018 | 2019 | 2020 | 2021 | 2022 |